# 2455 Somville
2455 Somville este un asteroid din centura principală, descoperit pe 5 octombrie 1950 de Sylvain Arend.